# Michael Derrer

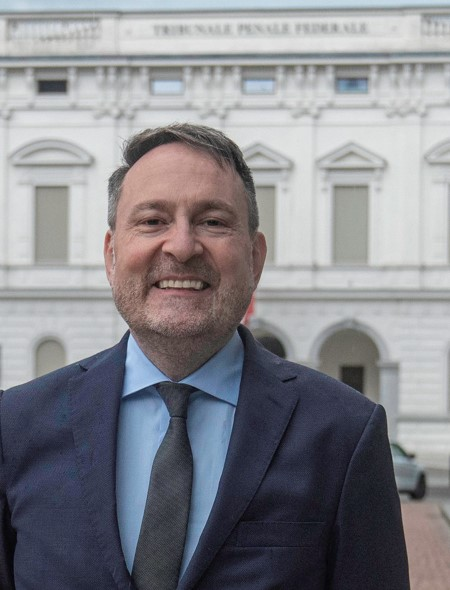
Michael Derrer davanti al Tribunale Penale Federale (2021)

Michael Derrer (Möhlin, 10 novembre 1967) è un giudice e sociologo svizzero.

## Biografia
Nato a Möhlin, nel canton Argovia, è professore di sociologia economica, economia eterodossa e d'economia dell'Europa orientale alla Hochschule Luzern (Università delle scienze applicate di Lucerna).
È impegnato a riformare l'insegnamento dell'economia ed è membro fondatore e membro del consiglio di amministrazione dell'AREF (Association pour Renouveler la Recherche et l'Enseignement en Economie et Finance). È il direttore del festival internazionale di film sull'economia "All about Economy", che dal 2017 si tiene tre volte all'anno in un paese dell'Europa orientale.
Dal 2012 è giudice distrettuale presso il tribunale di Rheinfelden.
Era membro del Partito Verde Liberale della Svizzera 2011-2021. Dopo l'annuncio della sua candidatura come indipendente per il consiglio municipale di Rheinfelden è stato escluso dal partito locale.
Michael Derrer ha fondato nel 2016 l'Associazione dei giudici di milizia e specializzati svizzeri per opporsi alla progressiva riduzione dei giudici a tempo parziale in Svizzera. Da allora presiede l'associazione, che al 2021 conta più di 100 membri.
Nel 2018 ha presentato una denuncia di voto per presunta disinformazione del Consiglio federale, dei direttori delle finanze dei cantoni (FDK) e della Banca nazionale svizzera nel corso del voto sull'iniziativa sulla sovranità monetaria. In parziale approvazione del reclamo, la Corte suprema federale ha decretato la cessazione delle attività di influenza elettorale da parte delle conferenze di direzioni specializzate come la FDK.
Derrer è considerato un esperto dell'Europa dell'Est e viene spesso intervistato dai media per argomenti legati all'Europa dell'Est. La sua proposta di condurre campagne di sensibilizzazione e di dissuasione nei paesi dell'Europa dell'Est da cui provengono i "turisti criminali" (ladri) per ridurre i costi della giustizia svizzera è stata ampiamente discussa nei media svizzerie si è fatta strada anche nei media rumeni, per cui il ministro della giustizia rumeno si è espresso a favore della proposta nel 2018.
Derrer ha annunciato un'iniziativa popolare cantonale per promuovere il plurilinguismo attraverso scambi linguistici scolastici obbligatori, ma ha abbandonato il progetto quando ha potuto concretizzare la sua idea con una mozione di un gruppo di parlamentari cantonali.
Critica il livello incoerente di professionalità dell'interpretazione nei tribunali svizzeri, in quanto porta a traduzioni errate nei casi giudiziari.